# Grivesnes
Grivesnes település Franciaországban, Somme megyében. Lakosainak száma 410 fő (2022. január 1.). Grivesnes Aubvillers, Cantigny, Coullemelle, Esclainvillers, Fontaine-sous-Montdidier, Malpart, Marestmontiers, Sauvillers-Mongival, Sourdon, Thory és Villers-Tournelle községekkel határos.

## Népesség
A település népességének változása:
| Lakosok száma | 379  | 392  | 404  | 407  | 409  | 411  | 411  | 410  | 410  |
|               | 2013 | 2015 | 2016 | 2017 | 2018 | 2019 | 2020 | 2021 | 2022 |